# Sven-Olof Berlin
Sven-Olof Berlin, född 9 augusti 1910 i Malmö, död 26 mars 2004, var en svensk journalist och tidningsman. Han var Kvällspostens förste chefredaktör. Gift med Anna Stina Löfberg, dotter till direktören Gustaf Löfberg.
Sven-Olof Berlin påbörjade sin journalistiska bana 1930 på Tidningarnas Telegrambyrå (TT). 1934–1935 var han TT:s korrespondent i Berlin och 1936 bevakade han på plats de båda olympiska spelen i Garmisch-Partenkirchen respektive Berlin. 1938 anställdes han på Sydsvenska Dagbladet.
När Sydsvenska Dagbladet 1947 planerade utgivningen av den nya kvällstidningen Kvällsposten, fick Sven-Olof Berlin i uppdrag att leda detta arbete. Utgivningen påbörjades 1948 och han blev då ansvarig utgivare för tidningen samt ingick som en av fyra fast anställda i den första redaktionen. Då Kvällsposten 1950 övergick till daglig utgivning blev Sven-Olof Berlin tidningens förste redaktionschef (tidningen hade under denna period inte någon chefredaktör). Från 1964 och fram till 1970 var han tidningens förste chefredaktör. Mellan 1970 och 1975 var han chef för Sydsvenska Dagbladets dotterbolag Scandia Photopress. Som skribent använde han sig av signaturen Sober.

## Utmärkelser
- Riddare av Vasaorden, första klassen (1970).[5]